# Кодзі Якусьо
Хасімото Кодзі (яп. 橋本 広司, 1 січня 1956), сценічне ім'я Кодзі Якусьо (яп. 役所 広司) — японський актор. Отримав Приз за найкращу чоловічу роль Каннського кінофестивалю 2023 за акторську роботу у фільмі «Ідеальні дні».

## Біографія
Кодзі Якусьо народився в Ісахаї, Нагасакі. Після закінчення Вищої технологічної школи префектури Нагасакі в 1974 році працював в муніціпальному офісі токійського району Чіода, або куякусьо, від якого згодом отримав своє сценічне ім'я.
У 1976 році він побачив виставу за п'єсою «На дні» Максима Горького і це надихнуло його спочатку подивитися якомога більше вистав, а згодом взяти участь у виконанні. Навесні 1978 року він пройшов прослуховування в акторській студії Тацуї Накадаї Мумейдзюку (студія для невідомих виконавців) і став одним з чотирьох майбутніх акторів, обраних з 800 претендентів.
1983 року він здобув популярність виконанням ролі Оди Нобунаґи в телесеріалі NHK «Токуґава Іеясу». У 1984—1985 роках він створив образ Міямото Мусасі в телевізійній драмі, присвяченій цьому національному герою. Впродовж кількох років він грав Кудзі Сінносуке (або «Сенґоку»), одного з головних персонажів у історичній драмі (дзідайґекі) «Sanbiki ga Kiru!» (яп. 三匹が斬る!), а також виконав 1985 року одну з провідних ролей у фільмі режисера Дзюдзо Ітамі «Кульбаба» (яп. タンポポ, кириліз.: Тампопо).
1988 року він отримав спеціальну нагороду за роботу в кіно від японського міністра освіти, науки, спорту та культури, і протягом 90-х років знімався у численних фільмах і телесеріалах.
У 1996—1997 роках Якусьо досяг кількох великих успіхів.
Романтична комедія-драма 1996 року «Потанцюємо?» (яп. ダンス?) з Кодзі Якусьо в головній ролі стала хітом у Японії і спричинила масове національне захоплення танцями. Після виходу фільму в країні зросла кількість танцювальних гуртків та шкіл. За цю роботу Якусьо отримав Премію японської кіноакадемії за видатне виконання головної чоловічої ролі (1996), Блакитну стрічку найкращого актора (1996), премію Кінема Дзюмпо найкращому актору (1997) та багато інших нагород. «Потанцюємо?» став одним із найкасовіших японських фільмів за межами країни і надихнув у 2004 році на зйомки римейку з Дженніфер Лопес, Сюзен Серендон та Річардом Гіром.
Стрічка «Вугор» (яп. うなぎ) режисера Сьохея Імамури, в якій він зіграв головну роль, отримала «Золоту пальмову гілку» на Каннському кінофестивалі 1997 року. Роль Кійтіро у його виконанні в фільмі про подвійне самогубство «Втрачений рай» режисера Моріта Йосіміцу відзначена Премією японської кіноакадемії за видатне виконання головної чоловічої ролі (1998) та премією Кінема Дзюмпо найкращому актору (1998).
2009 року Якусьо дебютував як режисер і сценарист у фільмі «Жаб'ячий жир» (яп. ガマの油). У 2010—2011 роках він брав участь у фільмах Такасі Міїке «13 убивць» і «Харакірі» (яп. 一命).
У драмі 2011 року   «Командувач об'єднаним флотом Ісороку Ямамото» (яп. 聯合艦隊司令長官 山本五十六 -太平洋戦争70年目の真実-) Якусьо зіграв головну роль адмірала Ямамото. За словами учасників проєкту, Якусьо був єдиним можливим кандидатом на роль, якби він відмовився, фільм було б скасовано.

## Фільмографія
За відсутністю офіційних українських перекладів назви окремих фільмів українською надані умовно.

### Фільми
| Рік  | Назва українською                              | Оригінальна назва (японською, якщо не вказано інше) | Роль                     | Прим.                                         |
| ---- | ---------------------------------------------- | --------------------------------------------------- | ------------------------ | --------------------------------------------- |
| 1979 | «Мисливець у пітьмі»                           | 闇の狩人                                            | Кувано                   |                                               |
| 1979 | «Остання гра»                                  |                                                     |                          |                                               |
| 1980 | «Дванадцять місяців»                           | 世界名作童話 森は生きている                         | Молодий солдат           |                                               |
| 1981 | «Умисне вбивство»                              | 日本の熱い日々 謀殺・下山事件                       | Журналіст                |                                               |
| 1982 | «Онімаса»                                      | 鬼龍院花子の生涯                                    | Кондо                    |                                               |
| 1982 | «Пам'ятник Хімеюрі»                            | ひめゆりの塔                                        | Оотака                   |                                               |
| 1982 | «Легенда Тоно»                                 | 遠野物語                                            | Хацутаро                 |                                               |
| 1985 | «Кульбаба»                                     | タンポポ                                            | Чоловік у білому костюмі |                                               |
| 1987 | «Я змушу її зацвісти»                          | 女咲かせます                                        | Віолончеліст             |                                               |
| 1988 | «Another Way: D-Kikan Joho»                    | アナザーウェイ Ｄ機関情報                           | Наото Секія              | головна роль                                  |
| 1990 | «Під північним сяйвом»                         | オーロラの下で                                      | Ґензо Тамія              | головна роль                                  |
| 1993 | «Квітка червоного лотоса»                      | 紅蓮華                                              | Кензо Накада             |                                               |
| 1993 | «Далекосхідна спільнота чорношкірих»           | 極東黒社会                                          | Рьосуке Кано             | головна роль                                  |
| 1994 | «Війна гокудо в Осаці: Агонія»                 | 大阪極道戦争 しのいだれ                             | Іппеї Йосікава           |                                               |
| 1995 | «Камікадзе таксі»                              | Kamikaze Taxi                                       | Кантаке                  | головна роль                                  |
| 1996 | «Потанцюємо?»                                  | ダンス?                                             | Сьохей Сігуяма           | головна роль                                  |
| 1996 | «Людина, що спить»                             | 眠る男                                              | Камімура                 |                                               |
| 1996 | «Наркоман»                                     | シャブ極道                                          | Макабе                   | головна роль                                  |
| 1997 | «Втрачений рай»                                | 失楽園                                              | Соїтіро Кукі             | головна роль                                  |
| 1997 | «Вугор»                                        | うなぎ                                              | Такуро Ямасіта           | головна роль                                  |
| 1997 |                                                | バウンス ｋｏ ＧＡＬＳ                              | Осіма                    | головна роль                                  |
| 1997 | «Зцілення»                                     | キュア                                              | Кеніті Такабе            | головна роль                                  |
| 1998 | «Облігації "Кізуна"»                           | 絆 -きずな-                                         | Такаакі Ісе/Тецуро Хага  |                                               |
| 1998 | «Тадон і Чікува»                               | たどんとちくわ                                      | Кіда                     | головна роль                                  |
| 1999 |                                                | ニンゲン合格                                        | Фудзіморі                |                                               |
| 1999 | «Харізма»                                      | カリスマ                                            | Ґоро Ябуїке              | головна роль                                  |
| 1999 | «Сирена»                                       | 金融腐蝕列島 〔呪縛〕                               | Хіросі Кітано            | головна роль                                  |
| 2000 | «Swing man»                                    | sWinG maN スイングマン                              |                          |                                               |
| 2000 | «Вуличний кіт»                                 | どら平太                                            | Мотізукі Кохейта         | головна роль                                  |
| 2000 | «Евріка»                                       | ユリイカ                                            | Макото Саваї             | головна роль                                  |
| 2001 | «Електричне коло»                              | 回路                                                | капітан судна            |                                               |
| 2001 | «Тепла вода під червоним мостом»               | 赤い橋の下のぬるい水                                | Йосуке Сасано            | головна роль                                  |
| 2002 | «Інцидент "Асама сансо"»                       | 突入せよ！あさま山荘事件                            | Ацуюкі Сасса             | головна роль                                  |
| 2003 | «Доппельгангер»                                | ドッペルゲンガー                                    | Мітіо Хаясакі            | головна роль                                  |
| 2003 | «Світлячки»                                    | ほたるの星                                          | Такігуті                 |                                               |
| 2003 | «Занадто впевнений - в небезпеці»              | 油断大敵                                            | Детектив Дзін Секікава   | головна роль                                  |
| 2003 |                                                | 東京原発                                            | Губернатор Токіо         | головна роль                                  |
| 2003 | «Справа про вбивство на озері»                 | レイクサイド マーダーケース                         | Сунсуке Намікі           | головна роль                                  |
| 2004 | «Посміховисько»                                | 笑の大学                                            | Муцуо Сакісака           | головна роль                                  |
| 2005 | «Лорелея»                                      | ローレライ                                          | Масамі Сін'їті           | головна роль                                  |
| 2005 | «Спогади гейші»                                | Memoirs of a Geisha                                 | Нобу                     | США                                           |
| 2006 | «Готель "Утопія"»                              | 有頂天ホテル                                        | Хейкіті Сіндо            | головна роль                                  |
| 2006 | «Вавилон»                                      | Babel                                               | Ясухіро Ватая            | Франція-США-Мексика                           |
| 2006 | «Крик»                                         | 叫                                                  | Нобору Йосіока           | головна роль                                  |
| 2007 | «Я цього не робив»                             | それでもボクはやってない                            | Масайосі Аракава         |                                               |
| 2007 | «Аргентинська відьма»                          | アルゼンチンババア                                  | Сатору Вакуї             | головна роль                                  |
| 2007 | «Шовк»                                         | Silk                                                | Хара Дзюбеї              | Канада-Франція-Японія -Велика Британія-Італія |
| 2007 |                                                | 象の背中                                            | Юкіхіро Фудзіяма         | головна роль                                  |
| 2008 | «Пако і чарівна книга»                         | パコと魔法の絵本                                    | Онукі                    | головна роль                                  |
| 2008 | «Токійська соната»                             | トウキョウソナタ                                    | Злодій                   |                                               |
| 2009 | «Гора Цуруґідаке»                              | 劔岳 点の記                                         | Морісаку Фурута          |                                               |
| 2009 | «Срібний желатин. Кохання»                     | ゼラチンシルバーＬＯＶＥ                            | Клієнт                   |                                               |
| 2009 | «Жаб'ячий жир»                                 | ガマの油                                            | Такуро Язава             | головна роль, режисер та сценаріст            |
| 2010 | «13 вбивць»                                    | 十三人の刺客                                        | Сіндзаемон Сімада        | головна роль                                  |
| 2010 | «Остання Тюсинґура»                            | 最後の忠臣蔵                                        | Маґозаемон Сеноо         | головна роль                                  |
| 2011 | «Харакірі»                                     | 一命                                                | Каґею Саїто              |                                               |
| 2011 | «Командувач Об'єднаним флотом Ісороку Ямамото» | 聯合艦隊司令長官 山本五十六                         | Ісороку Ямамото          | головна роль                                  |
| 2011 | «Хроніки моєї матері»                          | わが母の記                                          | Косаку Іґамі             | головна роль                                  |
| 2011 | «Лісоруб і дощ»                                | キツツキと雨                                        | Кацухіко Кісі            | головна роль                                  |
| 2012 | «Трастовий фонд»                               | 終の信託                                            | Сінзьо Еґі               |                                               |
| 2013 | «Конференція в Кійосу»                         | 清須会議                                            | Сібата Кацуіє            | головна роль                                  |
| 2014 | «Спрага»                                       | 渇き。                                              | Аріказу Фудзісіма        | головна роль                                  |
| 2014 | «Нічна цикада»                                 | 蜩ノ記                                              | Акія Тода                | головна роль                                  |
| 2015 | «Найдовший день в Японії»                      | 日本のいちばん長い日                                | Коретіка Анамі           | головна роль                                  |
| 2015 | «Хлопчик і звір»                               | バケモノの子                                        | Куматецу                 | головна роль - озвучування                    |
| 2017 | «Секіґахара»                                   | 関ヶ原                                              | Токуґава Ієясу           |                                               |
| 2017 | «О, Люсі!»                                     | オー・ルーシー！                                    | Такесі Коморі            | США-Японія                                    |
| 2017 | «Третє вбивство»                               | 三度目の殺人                                        | Місумі                   |                                               |
| 2018 | «Кров самотнього вовка»                        | 孤狼の血                                            | Сього Оґамі              | головна роль                                  |
| 2018 | «Мірай з майбутнього»                          | 未来のミライ                                        | Дзідзі                   | озвучування                                   |
| 2019 | «Крила над Еверестом» / «Льодовий шторм»       | кит.: 冰峰暴                                        | Цзян Юешен               | головна роль                                  |
| 2019 | «Викривач»                                     | кор. 제보자                                         | Касе                     |                                               |
| 2021 | «Дивовижний світ»                              | すばらしき世界                                      | Масао Мікамі             | головна роль                                  |
| 2021 | «Дракон і веснянкувата принцеса»               | 竜とそばかすの姫                                    | батько Сузу              | озвучування                                   |
| 2022 | «Останні дні самурая»                          | 峠 最後のサムライ                                   | Каваї Цуґуносуке         | головна роль                                  |
| 2023 | «Ідеальні дні»                                 | Perfect days （原題）                               | Хіраяма                  | Японія-Німеччина                              |
| 2023 | «Родина»                                       | ファミリア                                          | Сейдзі Камія             | головна роль                                  |
| 2023 | «Батько залізниці Чумацького Шляху»            | 銀河鉄道の父                                        | Масадзіро Міядзава       | головна роль                                  |

### Телебачення
| Рік       | Назва українською                        | Оригінальна назва              | Роль                  | Прим.                     |
| --------- | ---------------------------------------- | ------------------------------ | --------------------- | ------------------------- |
| 1980      | «Фотогалерея Натчана»                    | なっちゃんの写真館             | Каяма                 | асадора                   |
| 1980      | «Епоха левів»                            | 獅子の時代                     | Муракамі Таїдзі       | тайга драма               |
| 1981      | «Жінка Тойотомі Хідейосі»                | おんな太閤記                   | Ода Нобутака          | тайга драма               |
| 1983      | «Токуґава Ієясу»                         | 徳川家康                       | Ода Нобунаґа          | тайга драма               |
| 1984–1985 | «Міямото Мусасі»                         | 宮本武蔵                       | Міямото Мусасі        | головна роль              |
| 1986      | «Життя»                                  | いのち                         | Хамамура              | тайга драма               |
| 1987–1995 |                                          | 三匹が斬る!                    | Кудзі Сінносуке       | дзідайґекі                |
| 1990      | «Меч, що палає»                          | 燃えよ剣                       | Хідзіката Тосідзо     | головна роль; мінісеріал  |
| 1991      | «Такеда Шинґен»                          | 武田信玄                       | Такеда Шинґен         | головна роль; телефільм   |
| 1994      | «Повстання квітів»                       | 花の乱                         | Ібукі Сабуро Нобуцуна | тайга драма               |
| 2000      | «Гасло - сміливість»                     | 合い言葉は勇気                 | Дзінтаро Акацукі      | головна роль              |
| 2000      | «Спілкування з померлими»                | 降霊                           | Кодзі Сато            | головна роль; телефільм   |
| 2010      | «Історія нашої родини»                   | わが家の歴史                   | Оповідач              | мінісеріал                |
| 2014      | «Повернення батька»                      | おやじの背中                   | Сьосуке Аокі          | головна роль у епізоді #2 |
| 2017      | «Диво-поні»                              | 絆～走れ奇跡の子馬～           | Мацусіта Масаюкі      | головна роль; мінісеріал  |
| 2017      | «Король землі»                           | 陸王                           | Коїті Міязава         | головна роль              |
| 2019      | «Ідатен - Токійська олімпійська історія» | いだてん〜東京オリムピック噺〜 | Кано Дзіґоро          | тайга драма               |
| 2021      | «Пансіон Меца»                           | ペンションメッツァ             | Цунекі                | епізод 1                  |
| 2021      | «Матрилінійна сім'я»                     | 女系家族                       | Йосізо Ядзіма         | мінісеріал                |
| 2023      | «Ті дні»                                 | The Days                       | Масао Йосіда          | головна роль              |
| 2023      | «Живий»                                  | ヴィヴァン Vivant              |                       | головна роль              |

### Нагороди та номінації
2012 року Кодзі Якусьо нагороджений Медаллю пошани з пурпуровою стрічкою за видатні досягнення в мистецтві.
| Нагорода                                           | Рік  | Категорія                                      | Фільм | Результат | Прим.         |
| -------------------------------------------------- | ---- | ---------------------------------------------- | --- | --------- | ------------- |
| Азійська кінопремія                                | 2011 | Найкращий виконавець головної ролі             | «13 вбивць» • 十三人の刺客                                                                                      | Номінація |               |
| Азійська кінопремія                                | 2012 | Найкращий виконавець головної ролі             | «Хроніки моєї матері» • わが母の記                                                                              | Номінація |               |
| Азійська кінопремія                                | 2019 | Найкращий виконавець головної ролі             | «Кров самотнього вовка» • 孤狼の血                                                                              | Перемога  | [ 9 ]         |
| Азійська кінопремія                                | 2019 | Премія за видатні досягнення в азійському кіно | «Кров самотнього вовка» • 孤狼の血                                                                              | Перемога  | [ 9 ]         |
| Азійська кінопремія                                | 2021 | Найкращий виконавець головної ролі             | «Дивовижний світ» • すばらしき世界                                                                              | Номінація |               |
| Азійсько-Тихоокеанський кінофестиваль              | 1998 | Найкращий актор                                | «Вугор» • うなぎ                                                                                                | Перемога  |               |
| Блакитна стрічка                                   | 1997 | Найкращий актор                                | «Потанцюємо?» • ダンス? «Людина, що спить» • 眠る男 «Наркоман» • シャブ極道                                     | Перемога  |               |
| Блакитна стрічка                                   | 1998 | Найкращий актор                                | «Вугор» • うなぎ «Втрачений рай» • 失楽園 «Зцілення» • キュア                                                   | Перемога  |               |
| Блакитна стрічка                                   | 2016 | Найкращий актор                                | «Найдовший день Японії» • 日本のいちばん長い日                                                                  | Номінація |               |
| Блакитна стрічка                                   | 2018 | Найкращий актор другого плану                  | «Третє вбивство» • 三度目の殺人 «Секіґахара» • 関ヶ原                                                           | Номінація |               |
| Блакитна стрічка                                   | 2019 | Найкращий актор                                | «Кров самотнього вовка» • 孤狼の血                                                                              | Номінація |               |
| Блакитна стрічка                                   | 2022 | Найкращий актор                                | «Дивовижний світ» • すばらしき世界                                                                              | Номінація |               |
| Каннський кінофестиваль                            | 2023 | Найкращий актор                                | «Ідеальні дні» • Perfect days • 原題                                                                            | Перемога  | [ 10 ]        |
| Міжнародний кінофестиваль у Чикаго                 | 2001 | Найкращий актор                                | «Тепла вода під червоним мостом» • 赤い橋の下のぬるい水                                                         | Перемога  | [ 11 ]        |
| Міжнародний кінофестиваль у Чикаго                 | 2020 | Найкраще виконання                             | «Ідеальні дні» • Perfect days • 原題                                                                            | Перемога  | [ 11 ] [ 12 ] |
| Міжнародний кінофестиваль у Дубаї                  | 2011 | Найкращий актор                                | «Лісоруб і дощ» • キツツキと雨                                                                                  | Перемога  | [ 13 ]        |
| Премія Всеяпонської асоціації продюсерів Elan d'or | 1984 | Початківець року                               | | Перемога  |               |
| Кінопремія Hochi Film Award                        | 1996 | Найкращий актор                                | «Потанцюємо?» • ダンス? «Людина, що спить» • 眠る男 «Наркоман» • シャブ極道                                     | Перемога  | [ 14 ]        |
| Кінопремія Hochi Film Award                        | 1997 | Найкращий актор                                | «Вугор» • うなぎ «Втрачений рай» • 失楽園 «Зцілення» • キュア                                                   | Перемога  | [ 14 ]        |
| Кінопремія Hochi Film Award                        | 2017 | Найкращий актор другого плану                  | «Третє вбивство» • 三度目の殺人 «Секіґахара» • 関ヶ原                                                           | Перемога  | [ 14 ]        |
| Кінопремія Hochi Film Award                        | 2018 | Найкращий актор                                | «Кров самотнього вовка» • 孤狼の血                                                                              | Перемога  | [ 14 ]        |
| Кінопремія Hochi Film Award                        | 2021 | Найкращий актор                                | «Дивовижний світ» • すばらしき世界                                                                              | Номінація |               |
| Премія Японської академії                          | 1997 | Видатне виконання головної чоловічої ролі      | «Потанцюємо?» • ダンス?                                                                                         | Перемога  | [ 15 ] [ 16 ] |
| Премія Японської академії                          | 1998 | Видатне виконання головної чоловічої ролі      | «Вугор» • うなぎ                                                                                                | Перемога  | [ 17 ]        |
| Премія Японської академії                          | 1999 | Видатне виконання головної чоловічої ролі      | «Облігації "Кізуна"» • 絆 -きずな-                                                                              | Номінація |               |
| Премія Японської академії                          | 2000 | Видатне виконання головної чоловічої ролі      | «Сирена» • 呪縛                                                                                                 | Номінація |               |
| Премія Японської академії                          | 2001 | Видатне виконання головної чоловічої ролі      | «Вуличний кіт» • どら平太                                                                                       | Номінація |               |
| Премія Японської академії                          | 2002 | Видатне виконання головної чоловічої ролі      | «Тепла вода під червоним мостом» • 赤い橋の下のぬるい水                                                         | Номінація |               |
| Премія Японської академії                          | 2003 | Видатне виконання головної чоловічої ролі      | «Інцидент "Асама сансо"» 突入せよ！あさま山荘事件                                                               | Номінація |               |
| Премія Японської академії                          | 2005 | Видатне виконання головної чоловічої ролі      | «Посміховисько» • 笑の大学                                                                                      | Номінація |               |
| Премія Японської академії                          | 2007 | Видатне виконання головної чоловічої ролі      | «Готель "Утопія"» • 有頂天ホテル                                                                                | Номінація |               |
| Премія Японської академії                          | 2008 | Видатне виконання головної чоловічої ролі      | 象の背中 | Номінація |               |
| Премія Японської академії                          | 2009 | Видатне виконання головної чоловічої ролі      | «Пако і чарівна книга» • パコと魔法の絵本                                                                       | Номінація |               |
| Премія Японської академії                          | 2011 | Видатне виконання головної чоловічої ролі      | «13 вбивць» • 十三人の刺客                                                                                      | Номінація |               |
| Премія Японської академії                          | 2012 | Видатне виконання головної чоловічої ролі      | «Остання Тюсинґура» • 最後の忠臣蔵                                                                              | Номінація |               |
| Премія Японської академії                          | 2013 | Видатне виконання головної чоловічої ролі      | «Хроніки моєї матері» • わが母の記 «Командувач Об'єднаним флотом Ісороку Ямамото» • 聯合艦隊司令長官 山本五十六 | Номінація |               |
| Премія Японської академії                          | 2015 | Видатне виконання головної чоловічої ролі      | «Нічна цикада» • 蜩ノ記                                                                                         | Номінація |               |
| Премія Японської академії                          | 2016 | Видатне виконання головної чоловічої ролі      | «Найдовший день в Японії» • 日本のいちばん長い日                                                                | Номінація |               |
| Премія Японської академії                          | 2018 | Видатне виконання чоловічої ролі другого плану | «Третє вбивство» • 三度目の殺人                                                                                 | Перемога  | [ 18 ]        |
| Премія Японської академії                          | 2018 | Видатне виконання чоловічої ролі другого плану | «Секіґахара» • 関ヶ原                                                                                           | Номінація |               |
| Премія Японської академії                          | 2019 | Видатне виконання головної чоловічої ролі      | «Кров самотнього вовка» • 孤狼の血                                                                              | Перемога  | [ 19 ]        |
| Премія Японської академії                          | 2022 | Видатне виконання головної чоловічої ролі      | «Дивовижний світ» • すばらしき世界                                                                              | Номінація |               |
| Премія японських кінокритиків                      | 1996 | Найкращий актор                                | «Потанцюємо?» • ダンス? «Людина, що спить» • 眠る男 «Наркоман» • シャブ極道                                     | Перемога  | [ 20 ]        |
| Кінема Дзюмпо                                      | 1997 | Найкращий актор                                | «Потанцюємо?» • ダンス? «Людина, що спить» • 眠る男 «Наркоман» • シャブ極道                                     | Перемога  |               |
| Кінема Дзюмпо                                      | 1998 | Найкращий актор                                | '«Вугор» • うなぎ «Зцілення» • キュア                                                                           | Перемога  | [ 21 ]        |
| Кінема Дзюмпо                                      | 2022 | Найкращий актор                                | «Дивовижний світ» • すばらしき世界                                                                              | Перемога  |               |
| Міжнародний фестиваль кіно та мистецтва у Кіото    | 2014 | Премія Тосіро Міфуне                           | | Перемога  | [ 22 ]        |
| Премія Майніті                                     | 1996 | Найкращий актор                                | «Камікадзе таксі» • Kamikaze Taxi                                                                               | Перемога  | [ 23 ]        |
| Премія Майніті                                     | 1997 | Найкращий актор                                | «Потанцюємо?» • ダンス? «Людина, що спить» • 眠る男 «Наркоман» • シャブ極道                                     | Перемога  | [ 24 ]        |
| Премія Майніті                                     | 2018 | Найкращий актор другого плану                  | «Третє вбивство» • 三度目の殺人                                                                                 | Перемога  | [ 25 ]        |
| Премія Майніті                                     | 2019 | Найкращий актор                                | «Кров самотнього вовка» • 孤狼の血                                                                              | Номінація |               |
| Премія Майніті                                     | 2022 | Найкращий актор                                | «Дивовижний світ» • すばらしき世界                                                                              | Номінація |               |
| Кінопремія газети Nikkan Sports                    | 1996 | Найкращий актор                                | «Потанцюємо?» • ダンス?                                                                                         | Перемога  | [ 26 ]        |
| Кінопремія газети Nikkan Sports                    | 2017 | Найкращий актор другого плану                  | «Третє вбивство» • 三度目の殺人 «Секіґахара» • 関ヶ原                                                           | Перемога  | [ 26 ]        |
| Кінопремія газети Nikkan Sports                    | 2018 | Найкращий актор                                | «Кров самотнього вовка» • 孤狼の血                                                                              | Номінація | [ 26 ]        |
| Фестиваль азійського кіно в Осаці                  | 2019 | Найкращий актор                                | «Кров самотнього вовка» • 孤狼の血                                                                              | Перемога  |               |
| Міжнародний кінофестиваль у Сингапурі              | 2017 | Cinema Legend Award                            | | Перемога  | [ 27 ]        |
| Кінофестиваль у Сіджасі                            | 2014 | Найкращий актор                                | «Спрага» • 渇き。 • The World of Kanako                                                                         | Перемога  | [ 28 ]        |
| Токійський міжнародний кінофестиваль               | 1997 | Найкращий актор                                | «Зцілення» • キュア                                                                                             | Перемога  | [ 29 ]        |
| Кінопремія газети Tokyo Sports                     | 2018 | Найкращий актор другого плану                  | «Третє вбивство» • 三度目の殺人                                                                                 | Номінація |               |
| Кінопремія газети Tokyo Sports                     | 2019 | Найкращий актор                                | «Кров самотнього вовка» • 孤狼の血                                                                              | Номінація |               |
| Йокогамський кінофестиваль                         | 1997 | Найкращий актор                                | «Потанцюємо?» • ダンス? «Людина, що спить» • 眠る男 «Наркоман» • シャブ極道                                     | Перемога  | [ 30 ]        |
| Йокогамський кінофестиваль                         | 2005 | Найкращий актор                                | «Посміховисько» • 笑の大学 «Занадто впевнений - в небезпеці» • 油断大敵 東京原発                                | Перемога  | [ 31 ]        |
| Йокогамський кінофестиваль                         | 2019 | Найкращий актор                                | «Кров самотнього вовка» • 孤狼の血                                                                              | Перемога  | [ 32 ]        |
| Zenkoku Eiren Awards                               | 1997 | Найкращий актор                                | «Потанцюємо?» • ダンス?                                                                                         | Перемога  |               |
| Zenkoku Eiren Awards                               | 2013 | Найкращий актор                                | «Хроніки моєї матері» • わが母の記                                                                              | Перемога  |               |
| Zenkoku Eiren Awards                               | 2018 | Найкращий актор другого плану                  | «Третє вбивство» • 三度目の殺人                                                                                 | Перемога  |               |
| Zenkoku Eiren Awards                               | 2022 | Найкращий актор                                | «Дивовижний світ» • すばらしき世界                                                                              | Перемога  |               |